# Fazendas de Almeirim
Fazendas de Almeirim ist eine Gemeinde (Freguesia) im portugiesischen Kreis Almeirim. In ihr leben 6352 Einwohner (Stand 19. April 2021).